# Antonio Bergnes de las Casas
Antonio Bergnes de las Casas (Barcelona, 1801-Barcelona, 1879) fue un filólogo, helenista y editor español, rector de la Universidad de Barcelona.

## Biografía
Nació en la ciudad condal en 1801, hijo de Pau Bergnes y de Rosa de Las Cases (el apellido se castellanizó). Su padre era hijo de Antoine Bergnes, un emigrado francés de Castellnou de Arri y su madre pertenecía también a una familia francesa descendiente de Luis VI y entroncada con el conde de Las Cases, el biógrafo de Napoleón. Tenía una hermana mayor, Joana, que también era escritora y él era hermano gemelo de una chica, Rosa. Contrajo matrimonio con su prima Concepción de Las Cases i Prat y tuvieron numerosa descendencia.
Bachiller y también después licenciado en Filosofía, en la sección de Letras y de Literatura. Regentó la cátedra de francés de la Escuela de Idiomas de la Junta de Comercio de Barcelona (1830), donde también enseñó griego.
Inició su trayectoria profesional en el ámbito del comercio, trabajando en los escritorios de Antoni de Gironella y de Estanislau Reynals, donde aprendió idiomas para llevar la correspondencia extranjera, y donde inició sus contactos con la lengua y la cultura griegas, fruto del contacto con un corresponsal griego.
Desde 1830 hasta 1843 dirigió la editorial que llevaba su nombre (Antonio Bergnes & Cía), de la cual son conocidas unas 265 producciones bajo su sello. En su editorial tuvo como colaborador a Rivadeneyra, quien posteriormente se estableció en Madrid. Editó periódicos y revistas cómo "El Vapor" donde en 1833 le publicó en su buen amigo Aribau su Oda a la Patria que se considera el inicio de la Renaixença, y El Museo de las Familias.
Introdujo las ideas evolucionistas en el país al traducir, editar y difundir las obras de Buffon, Lamarck, Virey y Bory de Saint-Vincent. También tenía simpatía por los cuáqueros. Tradujo y editó obras de Goethe, Chateaubriand, Walter Scott-también amigo suyo y a quien conoció en uno de sus viajes a Londres-. Publicó diferentes gramáticas griegas y crestomatias de la lengua griega.
En la Universidad de Barcelona fue catedrático interino y más tarde regente de cátedra de lengua Griega (1834-1875). Fue el primer catedrático de griego de la Universidad de Barcelona, después de que esta volviera de Cervera (1837 - 1879). En 1851 leyó el discurso de inauguración de curso que fue publicado el mismo año. Fue decano de Filosofía y Letras(1857). En 1860 se encargó también de la asignatura de Literatura Clásica Griega y Latina.
Entre 1868 (año de la Revolución Gloriosa) y 1875 ocupó el cargo de Rector de la Universidad de Barcelona. Tuvo amistad con el rey Amadeo de Saboya y su esposa María Victoria, los cuales le concedieron la Gran Cruz de la orden de María Victoria. También fue miembro correspondiente de la Real Academia de la Lengua.
Fue Secretario de la subdelegación de Barcelona de la Academia Greco-latina de Madrid (1833), Regidor del Ayuntamiento de Barcelona (1835); socio numerario de la  Real Academia de las Buenas Letras (1836) y de la Sociedad Económica Barcelonesa (1846).
Murió en Barcelona en 1879 y la ciudad tiene una calle que lleva su nombre.
El CRAI Biblioteca de Fondo Antiguo de la Universidad de Barcelona conserva dos obras que formaron parte de la biblioteca personal de Bergnes de las Casas. El exlibris manuscrito de Bergnes de las Casas -la marca de propiedad que ha permitido identificar sus libros- se puede consultar en la base de datos Antiguos Poseedores, del CRAI Biblioteca de Fondo Antiguo.

## Publicaciones
- Bergnes de las Casas, Antonio. Nueva gramática griega : compuesta con presencia de las que han publicado los cortijo celebras helenistas de Europa. Barcelona : imprenta de A. Bergnes y Can. ..., 1833. Disponible en: Catálogo de las bibliotecas de la UB
- Bergnes de las Casas, Antonio. Crestomatía inglesa : selectas de los escritores más eminentes de la Gran Bretaña, así en prosa como en verso ... . Barcelona : Juan Oliveres, 1846. Disponible en: Catálogo de las bibliotecas de la UB
- Bergnes de las Casas, Antonio.  Discurso sobre instrucción pública y los varios métodos de enseñanza : leído en la sesion pública de la Sociedad Económica Barcelonesa de Amigos del País, del 10 de octubre de 1846. Barcelona : Imprenta de Tomás Gaspar, 1847. Disponible en: Catálogo de las bibliotecas de la UB
- Bergnes de las Casas, Antonio. Gramática griega : arreglada para lo uso de las escuelas . Barcelona : Impr. del Fomento, 1847. Disponible en: Catálogo de las bibliotecas de la UB
- Bergnes de las Casas, Antonio. Discurso inaugural que en la solemne apertura del curso académico de 1851-1852, ante la Universidad de Barcelona en la Iglesia de Nuestra Señora de Belén, dijo Antonio Bergnes de las Casas. Barcelona : Impr. y Libr. Politécnica de T. Gorchs, 1851. Disponible en: Catálogo de las bibliotecas de la UB
- Bergnes de las Casas, Antonio. Nueva gramática griega. Barcelona : Juan Oliveres, 1858. Disponible en: Catálogo de las bibliotecas de la UB
- Bergnes de las Casas, Antonio. Nueva gramática griega. Barcelona : Libr. de Juan Oliveres, 1862. Disponible en: Catálogo de las bibliotecas de la UB
- Bergnes de las Casas, Antonio. Novísima gramática inglesa : en la cual se esplican todas las dificultadas de la lengua. Barcelona : Librería de Juan Oliveres, 1864. Disponible en: Catálogo de las bibliotecas de la UB
- Bergnes de las Casas, Antonio. Novísimo Chantreau o Gramática francesa en la cual se han enmendado cuantas ediciones se han hecho hasta el día, se ha aumentado considerablemente el tratado de la sintaxis, y se han hecho variaciones de mucha importancia . Barcelona : Librería de Juan Oliveres, 1867. Disponible en:Catálogo de las bibliotecas de la UB
- Bergnes de las Casas, Antonio. Novísimo Chantreau o Gramática francesa en la cual se han enmendado cuantas ediciones se han hecho hasta el día, se ha aumentado considerablemente el tratado de la sintaxis, y se han hecho variaciones de mucha importancia . Barcelona : Librería de Juan Oliveres, 1870. Disponible en: Catálogo de las bibliotecas de la UB
- Bergnes de las Casas, Antonio. Crestomatía inglesa : selectas de los escritores más eminentes de la Grande Bretaña, así en prosa como verso ... . Barcelona : Juan Oliveres, 1871. Disponible en: Catálogo de las bibliotecas de la UB
- Bergnes de las Casas, Antonio. La Verdad sobre la república federal : reseña histórica de las repúblicas federales antiguas y modernas, cono algunas consideraciones sobre la democracia, el ateísmo, el absolutismo, el socialismo, la popularidad, etc. Barcelona : impr. de Tomas Gorchs, 1872. Disponible en: Catálogo de las bibliotecas de la UB
- Bergnes de las Casas, Antonio. Crestomatía inglesa : selectas de los escritores más eminentes de la Grande Bretaña, así en prosa como verso ... . Barcelona : Juan Oliveres; Madrid : D. G. Hernando, 1882. Disponible en: Catálogo de las bibliotecas de la UB
- Bergnes de las Casas, Antonio. Novísima gramática inglesa : en la cual se explican todas las dificultadas de la lengua. #Barcelona : Librería de Juan Olivos; #Madrid : Librería de G. Hernando, 1882. Disponible en: Catálogo de las bibliotecas de la UB
- Bergnes de las Casas, Antonio. Crestomatía francesa : selectas de los escritores más eminentes de Francia así en prosa como verso ... . Barcelona : Librería de Juan Oliveres; Madrid : Librería de D. G. Hernando, 1883. Disponible en: Catálogo de las bibliotecas de la UB
- Bergnes de las Casas, Antonio. Gramática francesa : novísimo Chantreau : cono la clavo de los temas y programas miedo separado . Barcelona : Librería de Vicente Oliveres, 1896. Disponible en: Catálogo de las bibliotecas de la UB
- Bergnes de las Casas, Antonio.  Novisimo chantreau o Gramática francesa . Barcelona : Oliveres, 1904. Disponible en: Catálogo de las bibliotecas de la UB